# Abraz
Abraz (arab. أبرز) – wieś w Syrii, w muhafazie Aleppo, w dystrykcie Afrin. W 2004 roku liczyła 473 mieszkańców.